# Trzcinice
Trzcinice – zespół 5 małych wysp w północno-zachodniej Polsce, w południowej części jeziora Wicko Wielkie.
Administracyjnie należą do miasta Świnoujście. Wyspy wchodzą w obszar Wolińskiego Parku Narodowego. Znajdują się w obszarze specjalnej ochrony ptaków Delta Świny oraz obszarze ochrony siedlisk „Wolin i Uznam”.
Do 1945 r. stosowano niemiecką nazwę Rohrhalter-Inseln. W 1949 r. ustalono urzędowo polską nazwę Trzcinice.